# Tae Bo
Tae Bo este un sport care îmbină unele mișcări de taekwondo cu rutine de aerobic. A fost inventat de Billy Blanks și a devenit popular în anii '90. Combină mișcările împrumutate din artele marțiale și pe cele de aerobic executate în viteză pentru îmbunatățirea formei fizice a practicanților.